# Maska przeciwgazowa SzM-1
Maska przeciwgazowa SzM-1 – maska przeciwgazowa używana w ludowym Wojsku Polskim w okresie II wojny światowej.
Służyła do ochrony dróg oddechowych oraz twarzy żołnierzy przed działaniem środków trujących i aerozoli biologicznych.

## Budowa maski
Część twarzowa (maska właściwa)
Część twarzowa to połączony na stałe z komorą zaworów gumowy hełm. Przód wykonany był z grubej gumy, „na głowie” zaś z gumy cienkiej. W komorze zaworów znajdowało się gniazdo, w które wkręcano rurę łączącą część twarzową z pochłaniaczem. Wdychane powietrze kierowane było na okulary przez ochładzacze.
Pochłaniacz
Stosowano dwa typy pochłaniaczy. Pochłaniacz MT-4 posiadał kształt walca, a wykonany był z czarnej blachy. Wewnątrz niego znajdowała się warstwa pochłaniająca złożona z dwóch części: ziaren chemicznej substancji chłonnej i granulek węgla aktywowanego z naniesionym nań katalizatorem.
Pochłaniacz MO-2 miał nieco mniejszy ciężar i objętość oraz prostszą konstrukcję filtru aerozolowego. Był wypełniony uniwersalnym sorbentem zawierającym węgiel aktywowany z dodatkami sodu oraz tlenków miedzi i srebra. Właściwościami pochłaniającymi przewyższały pochłaniacze MT-4.
Rura łącząca
Torba nośna
Torba nośna wykonana była z tkaniny.